# Мейт, Конрат
Конрат Мейт (нем. Conrat Meit, * 1470/1485 годы Вормс; † 1550/1551 Антверпен) — немецкий скульптор эпох поздней готики и Ренессанса.

## Жизнь и творчество
О жизненном пути скульптора мало известно. Обучение художественному мастерству начал в родном Вормсе. Затем работает до 1506 года ваятелем при дворе саксонского курфюрста Фридриха III Виттельсбаха в Виттенберге, а также в находившейся в этом городе мастерской живописца Лукаса Кранаха Старшего. Покинув мастерскую Кранаха, Конрат Мейт перебирается в Мехелен, и в период с 1522 по 1530 год служит придворным скульптором при дворе правительницы Нидерландов, эрцгерцогини Маргариты Австрийской (1480-1530). После её смерти скульптор с 1534 года живёт и работает в Антверпене, покупает здесь дом и в 1536 году вступает в местную гильдию художников св. Луки. Профессиональная деятельность Конрата Мейта в Антверпене известна до 1544 года.
Несмотря на то, что в отличие от привычной для поздней готики сакральности художественного выражения, работы Конрата Мейта обладали особой пластикой форм и игрой светотени изваянных им скульптур, особенно при изображении нагого тела, после его смерти творчество мастера было фактически забыто. Связано это в первую очередь с тем, что К. Мейт не имел собственной школы-мастерской и не оставил после себя учеников, а также тем, что большинство его произведений попало в княжеские собрания и коллекции, мало доступные зрителям и исследователям искусства. В то же время такие большие мастера в области изобразительного искусства и его современники, как Альбрехт Дюрер и Лукас Кранах Старший высоко оценивали произведения работы Мейта. Он получил известность как искусный скульптор и резчик по дереву в различных регионах Северной Европы. В церкви при монастыре Бру близ Бурк-ан-Бреса находится, созданный Конратом Мейтом по заказу Маргариты Австрийской его наиболее значительная скульптурная композиция, представляющая собой гробницы с монументальной фигурной группой рядом, где похоронены рано скончавшийся супруг Маргариты, герцог Филиберт II Савойский, и его мать, Маргарита де Бурбон.

## Галерея

Юдифь и голова Олоферна, ок. 1525 (алебастр)
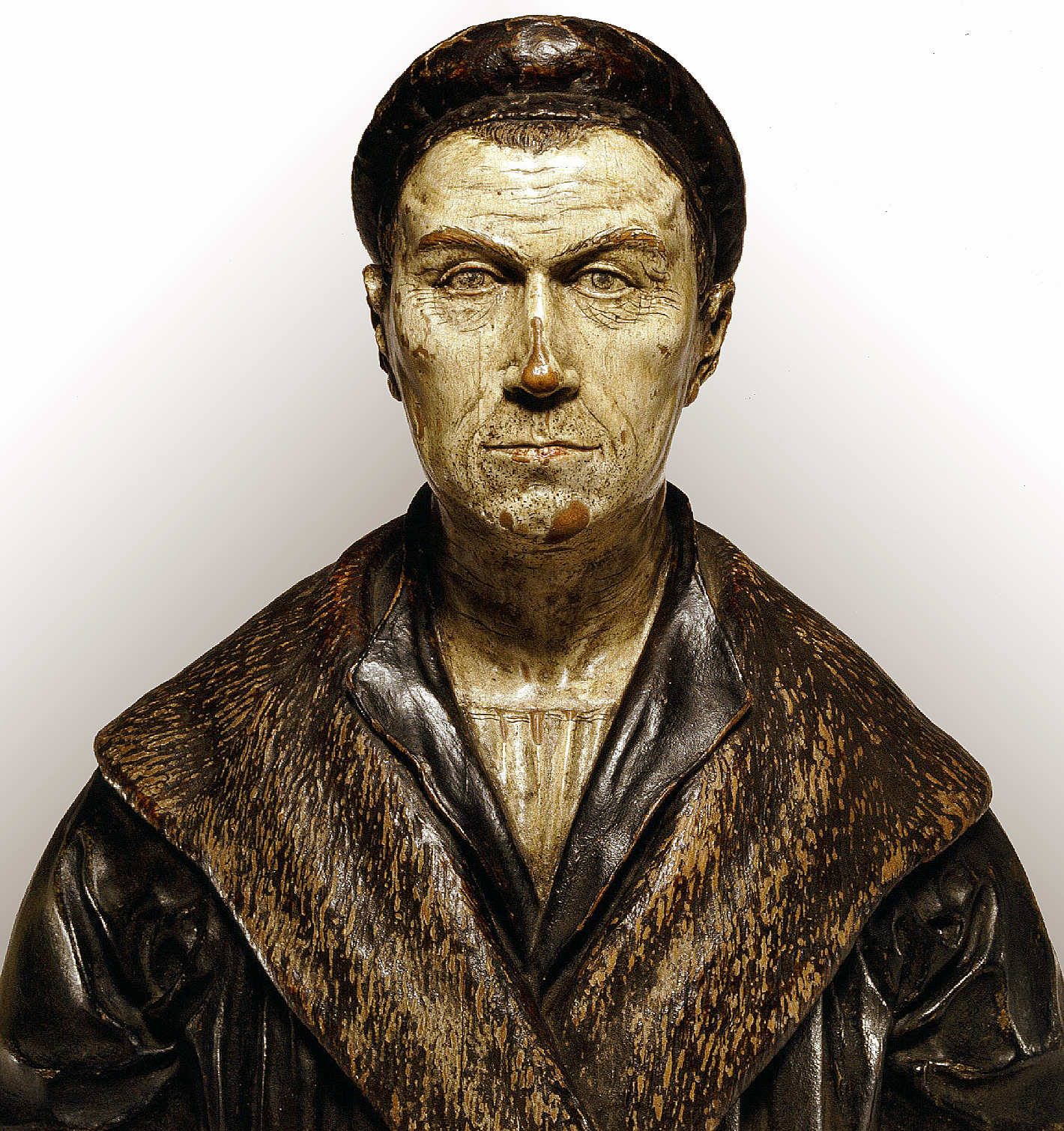
Бюст Якоба Фуггера (дерево)
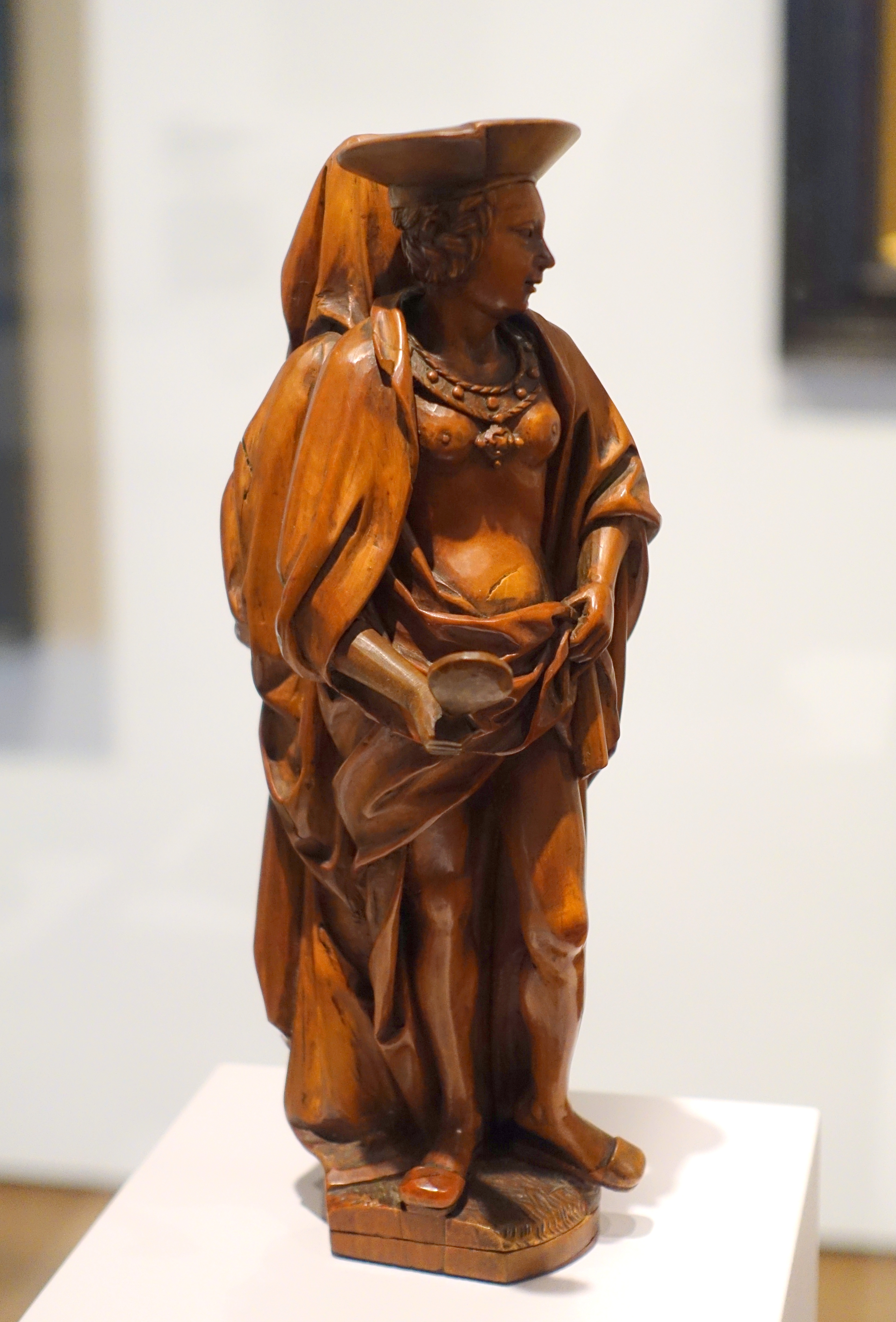
Суета (Vanitas), 1525
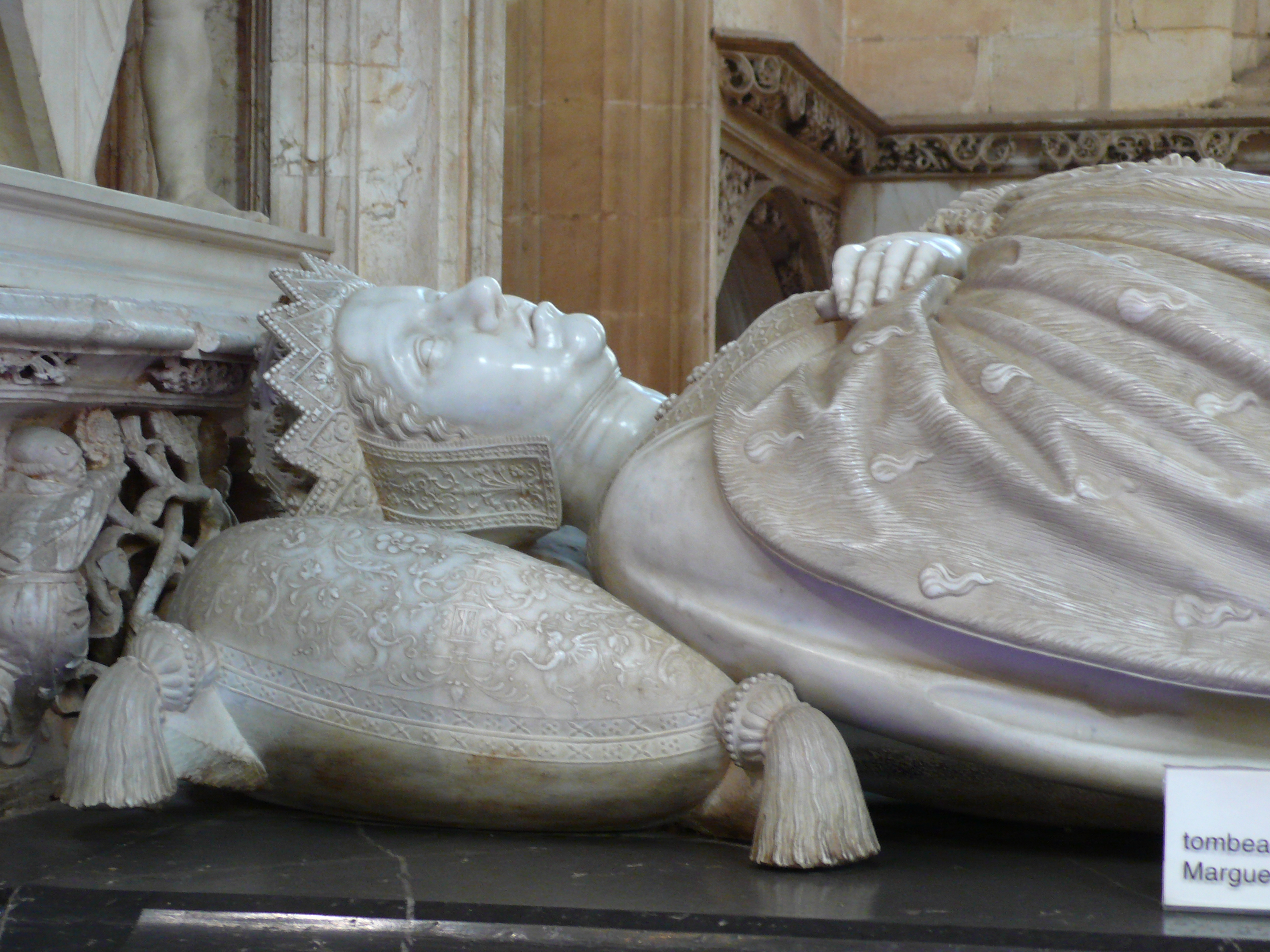
Гробница Маргариты Австрийской
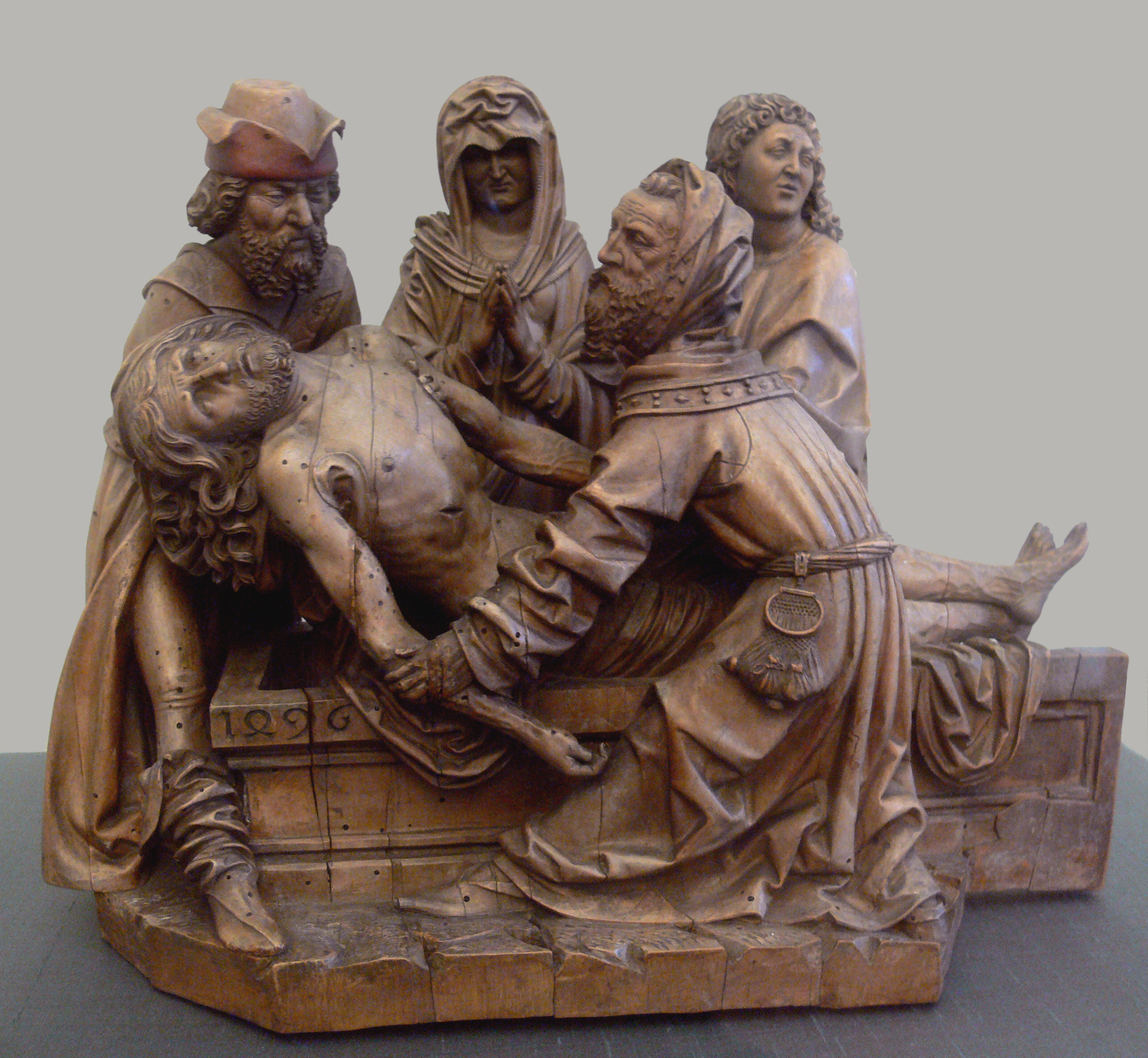
Положение во гроб (1496)
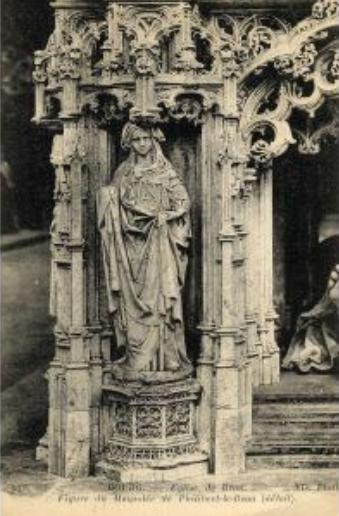
Мавзолей Филиберта Савойского